# Jacques Presser
Jacob (Jacques) Presser (Amsterdam, 24 februari 1899 – aldaar, 30 april 1970) was een Nederlands historicus, hoogleraar, schrijver en dichter, die vooral bekend is geworden door zijn boek Ondergang: de vervolging en verdelging van het Nederlandse Jodendom 1940-1945, over de geschiedenis van de Jodenvervolging in Nederland in de Tweede Wereldoorlog. Hij is de bedenker van de term egodocument (in 1953).

## Levensloop
Presser werd geboren in de vroegere Amsterdamse Jodenbuurt, in een vrij arm, socialistisch gezin dat zijn Joodse wortels had afgeschud. Zijn vader was diamantbewerker. Presser was tijdens zijn latere leven eveneens links van politieke opvatting.
Tijdelijk woonde het gezin in Antwerpen, omdat zijn vader daar emplooi had gevonden, nadat hij zijn baan in Amsterdam was kwijtgeraakt. Presser hield er een enigszins Vlaamse tongval aan over, waaraan hij zijn bijnaam "de Belg" dankte.
Het gezin Presser keerde na een paar jaar terug naar Amsterdam. Hier trachtte Presser de HBS te volgen, maar dat mislukte, waarna hij met meer succes naar de handelsschool ging. Vervolgens was hij met tegenzin een tweetal jaren kantoorbediende. Dankzij een particuliere studiebeurs deed hij in 1920 staatsexamen voor het gymnasium en kon hij daarna geschiedenis en neerlandistiek studeren aan de Amsterdamse Gemeente-universiteit. Hij promoveerde cum laude in 1926. Vervolgens werd hij geschiedenisleraar aan het net opgerichte Vossius Gymnasium in Amsterdam. Hier gaf hij onder andere les aan Loe de Jong, Hanny Michaelis, Marius Flothuis en Sem Dresden.
In 1930 kwam Presser in contact met de historicus Jan Romein, die hem een betrekking als leraar aanbood op het Instituut voor Historische Leergangen. Daardoor ging hij de wetenschappelijke kant op.

### Tweede Wereldoorlog
Presser voelde zich geraakt door het toentertijd toenemende antisemitisme in nazi-Duitsland en schreef een artikel over het antisemitisme als historisch verschijnsel. De Duitse aanval op Nederland in 1940 was voor hem een zeer grote schok. Hij poogde zich zelfs van het leven te beroven. Vanwege de tegen de Joden gerichte maatregelen van de Duitse bezetter mocht hij niet langer lesgeven op het Vossiusgymnasium en werd hij leraar aan het Joods Lyceum. 
Zijn vrouw Debora Appel werd in maart 1943 betrapt met een vals persoonsbewijs. Ze werd via het doorgangskamp Westerbork als strafgeval naar het vernietigingskamp Sobibór getransporteerd, waar ze om het leven werd gebracht. Door het verlies van zijn eerste vrouw werd Presser voor het leven getekend. 
Zelf wist hij de oorlog te overleven. Hij zat eerst ondergedoken bij hoofdonderwijzer Jan de Rek en zijn vrouw Kootje in de Gelderse buurtschap Overwoud bij Lunteren, gemeente Ede. Hij zat ook ondergedoken bij hoofdonderwijzer Kees Plomp, zijn vrouw Diet en hun gezin in Wageningen. Aansluitend bij dr. Hubert van Eck, zijn vrouw en gezin aan de Oude Lunterseweg, net buiten Ede. Pressers moeder, Alida (Aaltje) Presser-Stempel (1877-1948), was een tijdlang ondergedoken bij de naaste buren van Van Eck, het echtpaar Jan Aartsen en Neeltje Johanna (Anna) Aartsen-Strijbos. In zijn onderduiktijd schreef Presser de postuum verschenen roman Homo submersus (letterlijk 'ondergedoken mens'), terwijl hij ook verder werkte aan zijn boek Amerika. De bevrijding maakte hij mee op een onderduikadres in Barneveld in april 1945.

### Universiteit
Nadat de oorlog was afgelopen, werd Presser voor een paar jaar opnieuw leraar aan het Vossiusgymnasium. Tegelijkertijd was hij lector in de politieke geschiedenis en de didactiek en methodiek der geschiedenis aan de letterenfaculteit van de Universiteit van Amsterdam. In 1947 werd, mede op zijn instigatie, de politiek-sociale faculteit aldaar opgericht en begon hij ook daar college te geven. 
Vanaf 1948 was hij bovendien hoogleraar aan de letterenfaculteit en het was de bedoeling dat hij dat ook zou worden aan de politiek-sociale faculteit. Dit had echter heel wat voeten in de aarde, omdat het kabinet-Beel I hem te links vond. Presser was namelijk marxist (zij het een onorthodoxe) en had in de jaren daarvoor in stevige bewoordingen gesproken over gevoelige kwesties als de politionele acties in Indonesië en het optreden van de Amerikaanse senator Joseph McCarthy tegen vermeende communisten. Ook werden hem zijn bijdragen aan de linkse bladen Vrij Nederland en De Waarheid voor de voeten geworpen. Het gevolg was dat hij pas in 1949 hoogleraar aan de politiek-sociale faculteit mocht worden als buitengewoon hoogleraar. Pas in 1952 volgde een aanstelling als gewoon hoogleraar.
In 1959 stapte Presser over naar het hoogleraarschap in de algemene en vaderlandse geschiedenis vanaf de middeleeuwen aan de letterenfaculteit, als opvolger van Jan Romein. Op 31 mei 1969 ging hij met emeritaat. Drie van Pressers bekendste promovendi waren Ger Harmsen, die later hoogleraar aan de Rijksuniversiteit Groningen werd, J.W. Oerlemans, die hoogleraar werd aan de Erasmus Universiteit Rotterdam en Maarten Brands, die in 1970 een van Pressers directe opvolgers werd als hoogleraar aan de Universiteit van Amsterdam.

## Geschiedkundige en schrijver
Presser was een pleitbezorger van het persoonlijke element in de geschiedenis. Hij verwierp de anekdote in de geschiedschrijving niet en bepleitte meer aandacht voor persoonlijke getuigenissen. In de jaren vijftig introduceerde hij het begrip egodocument, door hem gedefinieerd als "die historische bronnen waarin de gebruiker zich gesteld ziet tegenover een 'ik' als schrijvend en beschrijvend subject". Het gaat daarbij om dagboeken, brieven, (politieke) memoires, herinneringen en autobiografieën. Het woord egodocument werd al snel opgenomen in het Nederlandse taaleigen.
Het belang van Presser voor de geschiedwetenschap in Nederland is zeer groot te noemen. Met andere bekende geschiedkundigen, zoals Groen van Prinsterer, Fruin, Huizinga, Geyl, L.J. Rogier, Jan Romein, Loe de Jong, Ernst Heinrich Kossmann en Arie van Deursen behoort hij tot de grootste historici die het Nederlandse taalgebied in de negentiende en twintigste eeuw heeft gekend. Wat Presser in veel van zijn boeken heeft gepoogd, is aandacht te vragen voor de achtergestelden, de machtelozen, de minderheden. Uit zijn werk spreekt een grote sociale bewogenheid.
Naast historisch werk schreef Presser ook literatuur. Bekend is zijn boek De nacht der Girondijnen (1957), dat na een prijsvraag als boekenweekgeschenk verscheen en waarvoor hij de literaire Van der Hoogtprijs ontving. De stof was deels aan zijn eigen oorlogservaringen ontleend én aan zijn onderzoek naar de Jodenvervolging. Zo kwam zijn vrouw Debora in twee gedaanten voor in het boek. De hoofdpersoon Jacques was eveneens geschiedenisleraar, maar koos in tegenstelling tot Presser zelf voor collaboratie als manier om zijn leven te redden, door bij de Ordedienst van Westerbork te gaan werken.
Naast verhalend werk heeft Presser ook poëzie geschreven; zijn gedichtenbundel Orpheus en Ahasverus werd herhaaldelijk herdrukt. Verder waagde hij zich op het lichtere terrein van het detectiveverhaal. Zijn bekendste werk op dit gebied is Moord in Meppel.

## Werken

### De Tribus Impostoribus
In 1926 promoveerde Presser cum laude op het in het Duits geschreven en gepubliceerde proefschrift Das Buch "De Tribus Impostoribus" (Von den drei Betrügern). Eeuwenlang heette er een boek met deze titel te zijn of te zijn geweest, waarin beweerd werd dat de stichters van de drie monotheïstische wereldgodsdiensten, de joodse profeet Mozes, de christelijke messias Jezus en de islamitische profeet Mohammed, niet anders geweest waren dan bedriegers. Het ging om een typisch 'ketters' werk, waarvan er in de Middeleeuwen en vroege Nieuwe Tijd wel meer circuleerden in Europa. Het schrijverschap was van de 10de tot in de 18de eeuw toegeschreven aan tientallen figuren. Presser wist vijftig van hen op te sporen en toonde aan dat geen van hen het boek geschreven kon hebben. Sterker nog, hij kwam tot de conclusie dat er nooit een boek met die titel heeft bestaan! Het ontmaskerende karakter van zijn onderzoek zou een kenmerkend element blijven in Pressers latere geschiedschrijving.

### Napoleon
Presser heeft zijn voornaamste (historische) werken gedeeltelijk in en vooral na de oorlog geschreven. Nog voor de oorlog schreef hij een toen zeer actuele studie over Napoleon Bonaparte als dictator en onderdrukker. In mei 1940 was het manuscript vrijwel gereed, maar door de Duitse bezetting kon het pas in 1946 voor het eerst worden uitgegeven, onder de titel: Napoleon. Historie en legende. Het boek werd bekroond met de Dr. Wijnaendts Francken-prijs 1947 en werd door de jury beschreven als "uit één stuk, brilliant van geest, en boeiend geschreven in een stijl vol ironie en sarcasme". Als motief voor de toekenning gold dat Napoleon het beste boek was dat in de jaren 1943 t/m 1946 op het gebied van cultuurgeschiedenis en biografie was verschenen. 
Presser geeft geen flatteus beeld van de Corsicaan, die keizer van Frankrijk en wereldveroveraar werd. Het is een uiterst kritische biografie geworden, die Napoleon laat zien als een nietsontziende alleenheerser, als de spil van een groep plunderaars: zijn familie en daarna zijn maarschalken. Napoleon komt naar voren als de organisator van de eerste moderne dictatuur die tot voorbeeld van alle latere dictaturen werd. Presser beschrijft en analyseert de propaganda en de maatschappelijke steunpilaren van Napoleons regime: justitie en politie, de kerk, het onderwijs en het leger. Vooral de hoofdstukken over deze laatste instrumenten hebben een betekenis die het terrein van geschiedschrijving ver overschrijdt: alle moderne sociale wetenschappen vinden hier een ware schatkamer.
Het boek, dat mede hierdoor een blijvende waarde heeft voor iedereen die in het algemeen inzicht wil krijgen in de opkomst van 'sterke mannen' en autoritaire regimes, werd in het Duits vertaald en is ook een strijdschrift tegen legendevorming, een aanval op het aureool dat voor velen nog om de figuur van Napoleon zweefde. In een recensie in 1978 voor het Historische Zeitschrift noemde Peter Klassen het boek "beledigend" en "tendentieus". De voor de hand liggende parallellen met Adolf Hitler waren uiterst onbevredigend voor de diplomaat Klassen, die tijdens de Tweede Wereldoorlog als nationaalsocialist en 'Judenberater' voor het Duitse ministerie van Buitenlandse Zaken op de ambassade in Parijs werkzaam was. Daarentegen was de recensie in Die Zeit lovend: “Geen enkele weergave van Napoleon in de afgelopen twintig jaar biedt zulke belangrijke inzichten (...). Pressers pittige, kleurrijke stijl, die veelvuldig gebruik maakt van ironie en humor, garandeert een ronduit levendige lectuur."

### Tachtigjarige Oorlog
Eind 1940 en begin 1941 schreef hij in opdracht een boek over de Nederlandse Opstand tegen Spanje (1568–1648), getiteld De Tachtigjarige Oorlog, dat in 1941 noodgedwongen verscheen grotendeels op naam van zijn vriend en vakgenoot B.W. Schaper. De tweede druk in 1942 van dit kennelijk zeer populaire boek werd nog in hetzelfde jaar door de Duitse bezetter verboden. De Tachtigjarige Oorlog is een van de belangrijkste perioden uit de geschiedenis der Nederlanden. In die woelige tijd werd de basis gelegd voor het Nederland zoals wij dat nu kennen. Het boek gaat in op de politieke en sociale achtergronden van de zo lang slepende oorlog, het verloop en het uiteindelijke succes van de opstand. De strijd – tegen de Spaanse overheersing en voor godsdienst- en gewetensvrijheid – die in de loop van de zestiende eeuw in de Nederlanden uitbrak, leidde uiteindelijk tot de onafhankelijkheid van de Republiek der Verenigde Nederlanden. 
Uitgebreide informatie wordt gegeven over historische personen als koning Filips II, prins Willem van Oranje, de hertog van Alva, de prinsen Maurits en Frederik Hendrik; de controverse tussen Maurits en Johan van Oldenbarnevelt. Ook is er veel aandacht voor de bloei in handel en scheepvaart en de ontwikkeling van kunst en wetenschap in dit tijdvak. Enkele hoofdstukken, zoals die over de vloot en het leger, werden geschreven door en staan op naam van specialisten voor deze onderwerpen, terwijl Jan Romein het inleidende hoofdstuk schreef over de geschiedenis van de geschiedschrijving over de Nederlandse Opstand. Pressers boek, dat na 1945 nog vier keer werd herdrukt (zesde druk 1978) fungeerde decennia lang als enig modern samenvattend werk over de hele Tachtigjarige Oorlog en is klassiek gebleven.

### Amerika
Intussen was Presser al begonnen met onderzoek en schrijven van een derde boek. Ook hierbij ging het om een opdracht van uitgeverij Elsevier. Het moest een nieuwe omvattende geschiedenis van de Verenigde Staten worden, waar volgens de uitgever na de oorlog ongetwijfeld veel belangstelling voor zou zijn. In Nederland wist men voor de oorlog nauwelijks iets van Amerika. Een belangrijke verdienste van dit boek is dat het de Amerikaanse geschiedenis en cultuur, met name ook de Amerikaanse literatuur, openlegde voor de tot dan toe in zijn cultuuroriëntatie op het Duitse en Franse taalgebied gerichte Nederlander. Dit gebeurde nog voordat de aandacht na afloop van de oorlog massaal naar de Angelsaksische cultuur zou uitgaan. De eerste versie van het manuscript schreef Presser grotendeels tijdens zijn onderduik en droeg daar ook de sporen van: het bevatte veel ironie en scherpe satire. Nadat Presser de tekst na de Bevrijding nog sterk bewerkt en aangevuld had, verscheen deze in 1949 onder de titel Amerika: van kolonie tot wereldmacht.
Het boek geeft een zeer veelzijdig beeld van Amerika: een land en volk in wording, dat zich ontworstelde aan de Europese bevoogding, vervolgens mede door massale immigratie een snelle territoriale en demografische groei doormaakte, geteisterd werd door een bloedige burgeroorlog, een enorme economische expansie tot stand bracht, in de twintigste eeuw een beslissende wending gaf aan twee wereldoorlogen, maar ook een diepe depressie onderging. 'Het is zeker een der meest leesbare werken over de geschiedenis van Amerika ooit in onze taal verschenen, gebaseerd op een grondige kennis van een onwaarschijnlijke hoeveelheid literatuur, uiterst meeslepend geschreven', aldus een van zijn biografen. Presser heeft veel aandacht voor de scherpe tegenstellingen en ongelijkheden in de Amerikaanse maatschappij, voor de 'underdogs' in de Amerikaanse geschiedenis: het lot van de indianen, de arme onvrije immigranten ('indentured servants'), de slavernij van de zwarte bevolking en het verzet daartegen. Als een van de eerste Nederlandse historici ging hij uitvoerig in op de achterstelling van de 'neger' (toen nog zonder de bijklank van mogelijk vooringenomen racisme, integendeel) in de Amerikaanse geschiedenis.

### Ondergang
In 1950 kreeg hij van het Rijksinstituut voor Oorlogsdocumentatie (RIOD) de opdracht om de Jodenvervolging tijdens de Tweede Wereldoorlog in Nederland te beschrijven. Daaruit kwam zijn tweedelige boek Ondergang: De vervolging en verdelging van het Nederlandse Jodendom 1940-1945 voort. Het zeer gevoelig liggende werk verscheen in april 1965, twintig jaar na de oorlog, dus ongeveer in dezelfde periode waarin het Tweede Auschwitzproces en het proces tegen Adolf Eichmann plaatsvonden. Het eerste deel bevat een grondige documentatie van de Jodenvervolging, is voor het grootste deel chronologisch van opzet en loopt tot de laatste razzia's en opheffing van de Joodse Raad voor Amsterdam eind september 1943. 
Het tweede deel behandelt grotendeels het lot van de Nederlandse Joden in de Duitse doorgangs- en concentratiekampen. Dit deel is thematisch van opzet, gaat onder andere in op verzet van Joden, de Joodse onderduik en de roof van Joods bezit en is, bij alle zakelijke informatie die verstrekt wordt, in sterke mate verhalend van aard. Een afstandelijke en objectiverende toon, door sommigen wenselijk geacht voor een historisch-wetenschappelijk werk, zal men hier niet vinden. Juist hierdoor maakte het boekwerk bij verschijnen diepe indruk. Daarnaast deed Pressers kritische opstelling ten aanzien van de Joodsche Raad veel stof opwaaien, met name ook binnen de Joodse gemeenschap. Zijn overwegend negatieve oordeel kan beschouwd worden als een reactie op de veel minder kritische balans die de jurist en schrijver Abel Herzberg opmaakte over de Joodsche Raad in zijn boek Kroniek der Jodenvervolging 1940-1945, dat in 1950 voor het eerst was verschenen.
Ook lokte Pressers boek al snel polemieken uit: vooral de zogenoemde Weinreb-affaire zou de gemoederen meer dan tien jaar blijven bezighouden. Alle latere studies over het lot van de Nederlandse Joden in de Tweede Wereldoorlog zijn uitwerkingen en detailleringen van wat Presser in dit grote boek al had vastgelegd. Alles waar latere publicaties met meer bronnenmateriaal dieper op zijn ingegaan, met meer aandacht voor achtergronden en omstandigheden, komt al voor in Ondergang: 'Of het nu gaat om de noodzakelijke nuancering tussen goed en fout, over de rol van de Nederlandse politie, over Joods verzet, over roof van geld en goed, over de kampen of de terugkeer.' Het werk werd na een enquete onder 300 Nederlandse historici in 1995 geprezen als "het beste boek over de oorlog", d.w.z. de Duitse bezetting van Nederland.

## Citaat
"Het nieuwe fascisme zal zichzelf "anti-fascisme" noemen. Dit of soortgelijk citaat dat ook wel aan Winston Churchill wordt toegeschreven, werd door Presser voor het eerst in 1947 als geschiedenisleraar op het gymnasium tegen zijn toenmalige oud-leerling Gerard Reve uitgesproken.